# Fatu Hiva
Pour la commune, voir Fatu-Hiva.
Fatu Hiva (une notation erronée du nom traditionnel : Fatu Iva) est une île du groupe sud des Îles Marquises, en Polynésie française.

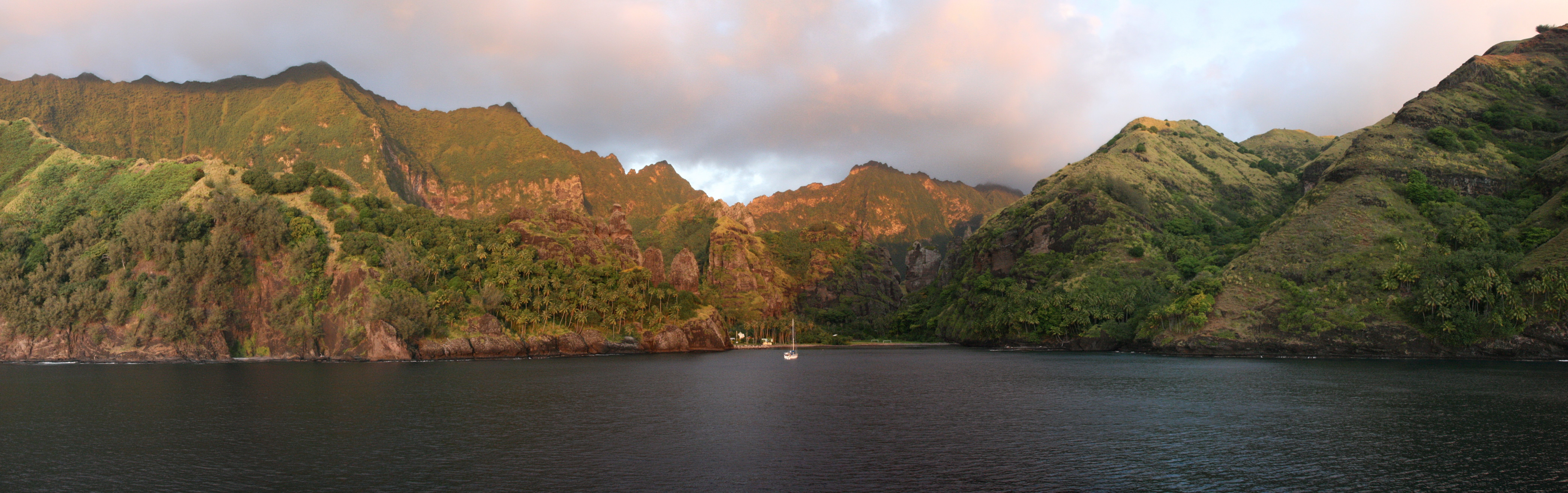
La baie de Hanavave à Fatu Iva.

## Géographie
Fatu Iva se situe à 47 km de Moho Tani, à 75 km de Hiva Oa et à 24 km de Motu Nao, un rocher dangereux pour les navires arrivant à Fatu Iva par l'est. C'est l'île la plus méridionale de l'archipel. Il s’agit de la quatrième plus grande île de l’archipel, après Nuku Hiva, Hiva Oa et Ua Pou. 
L'île de Fatu Hiva est très impressionnante, elle a des allures de cathédrale avec plus de 1 000 mètres de dénivelé, pour 10 km de long et 4 km de large. Les pics tombent presque verticalement dans une eau d'un bleu profond. 
Omoa au sud, est situé dans la baie du même nom. C'est le chef-lieu de la commune, où se trouve la mairie. Hanavave est au nord, au fond de la Baie des Vierges, anciennement appelée baie des Verges, ainsi nommée en raison de nombreuses protubérances en forme de verges. Les deux baies s'ouvrent vers l'ouest, à l'abri des vagues formées par l'alizé sur plus de 3000 milles. Elles ont beau être sous le vent des îles, elles ne sont pas à l'abri de furieuses rafales, dépassant les 40 nœuds (74 km/h).
Les habitants de Fatu Iva parlent le français et le marquisien du sud.

### Géologie

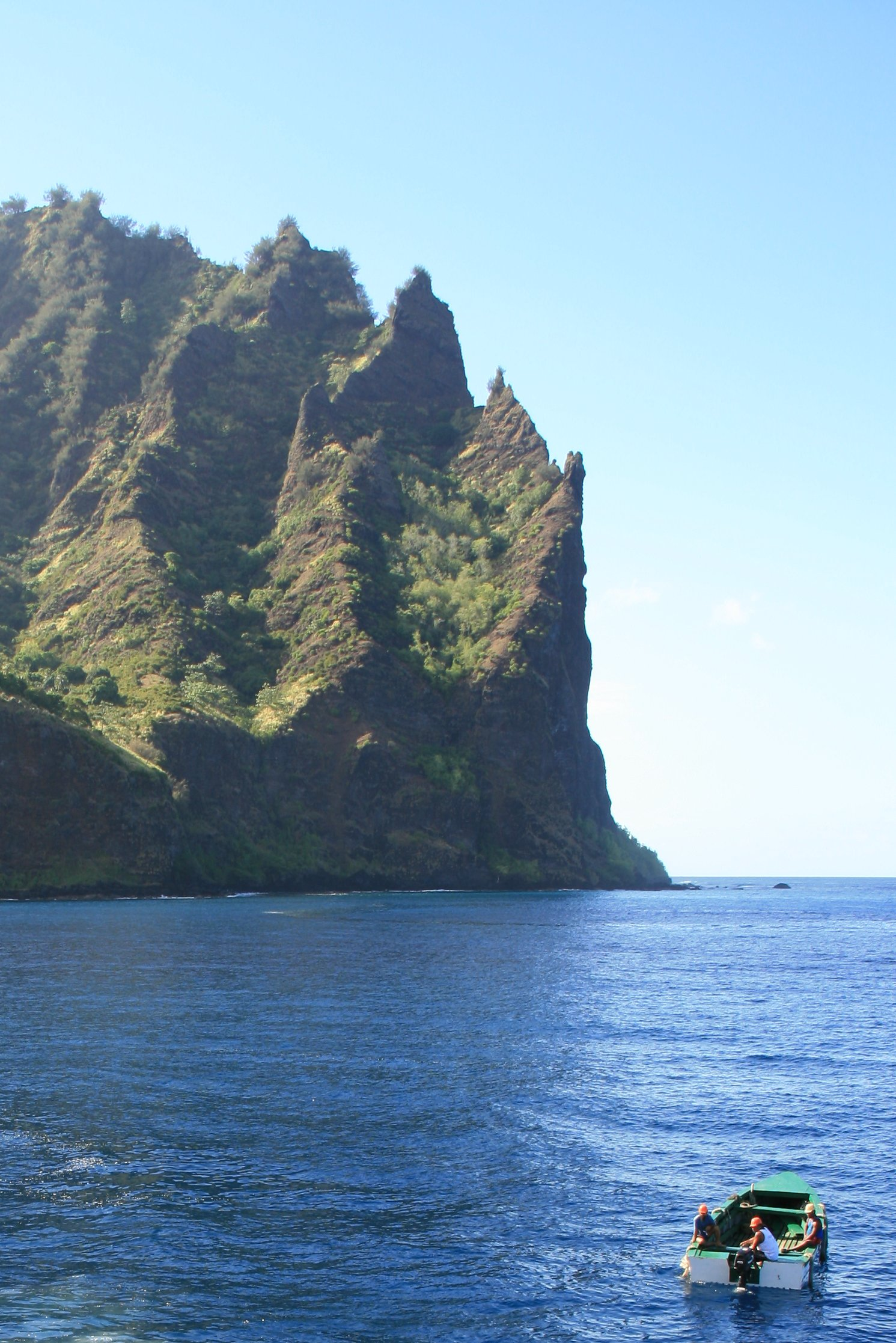
La côte dans la baie d'Omoa.

Fatu Iva est constituée de la moitié orientale de deux volcans imbriqués l'un dans l'autre.
La première caldeira, d'un diamètre d'environ huit kilomètres, montre un rebord très découpé, formé par une suite hémi-circulaire de crêtes en à-pic culminant à plus de 1000 mètres. Il est composé principalement de basalte, de picrite et d'hawaiite.
Son âge est daté entre 2,46 et 1,81 million d'années.
La seconde caldeira, située à l'intérieur de la première, a un diamètre de trois à quatre kilomètres. Elle est née d'une puissante éruption, comme en témoigne l'existence des impressionnantes colonnes basaltiques, les « statues » des Vierges, dans la baie de Hanavave, dues à des lahars. Elle date d'entre 1,68 et 1,33 million d'années. L'explosion principale semble dater d'il y a 1,40 Ma.
Les vallées des deux villages de l'île se trouvent à chaque extrémité de l'espace séparant les deux caldeiras.

## Faune et flore
Fatu Iva possède le climat le plus humide de tout l'archipel. Étant la plus au sud, la plus proche du tropique du Capricorne, et grâce à ses crêtes élevées et abruptes, les pluies se déversent en abondance, donnant naissance à une végétation riche, avec en premier lieu les mangues mais aussi les bananes, les pamplemousse, les citrons, les oranges, les papayes... Les mangues sont à la libre disposition de tous et sont aussi courantes que les châtaignes en métropole à l'automne. La forêt tropicale humide occupe la majeure partie de l'île.
L'île possède une espèce endémique extrêmement menacée, le Monarque de Fatu Hiva, inscrit par l'UICN sur la liste des 100 espèces les plus menacées au monde.

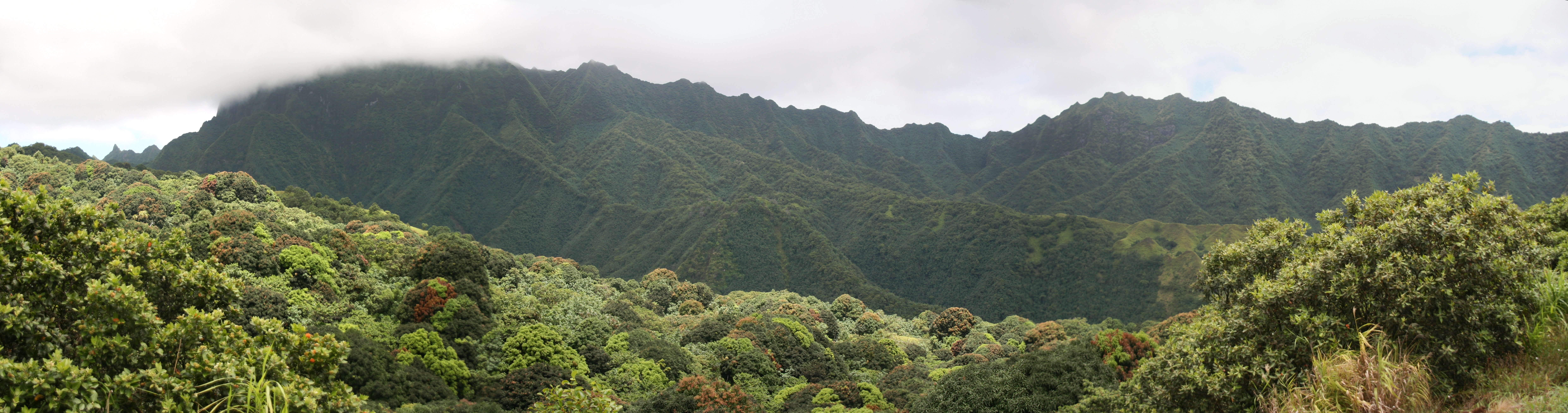
Vue du centre de l'île. La forêt primaire occupe presque tout l'espace.

## Histoire

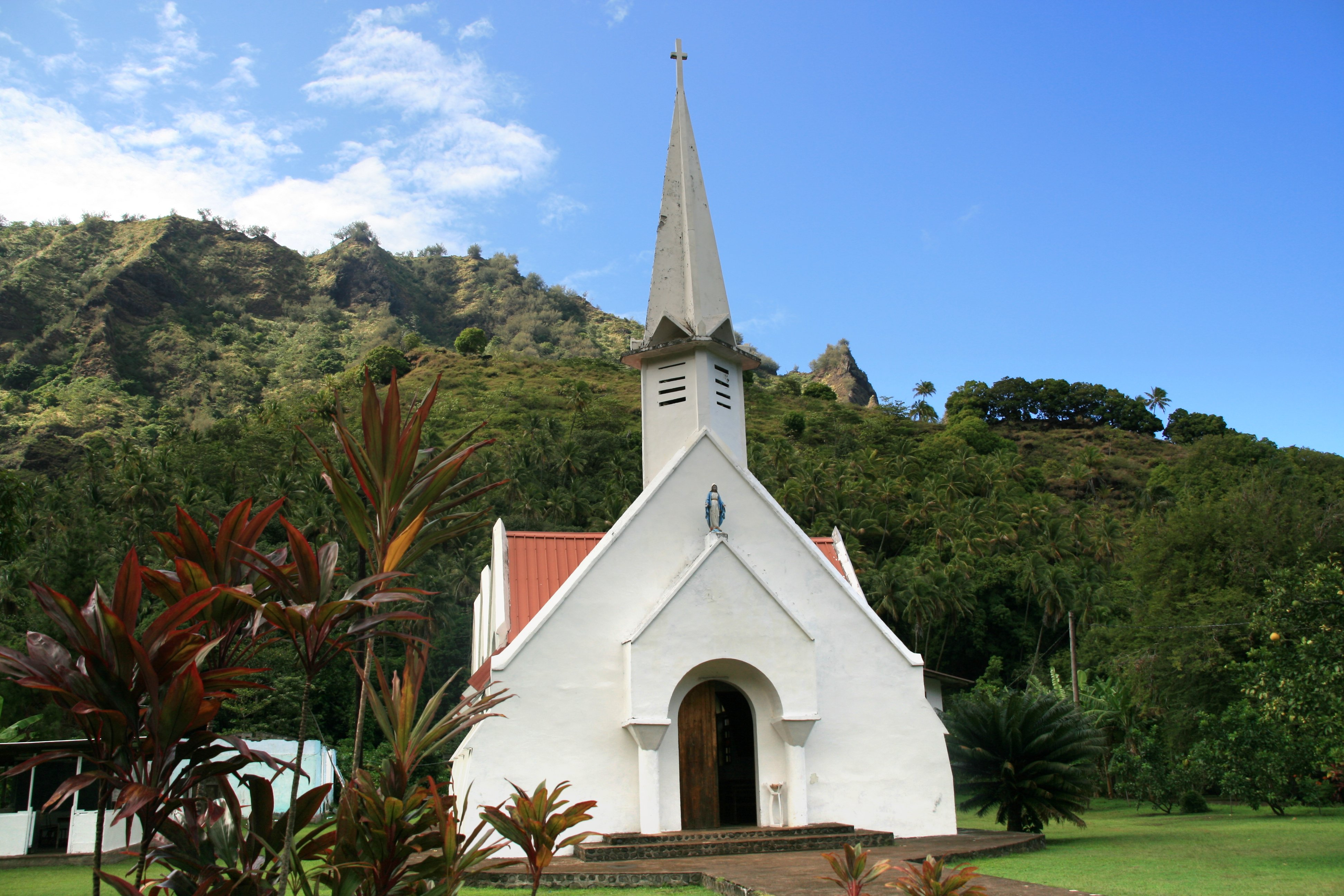
Église catholique d'Omoa

Comme les autres îles de l'archipel, Fatu Iva fut originellement peuplée par des Polynésiens vraisemblablement arrivés depuis la Polynésie occidentale.
Les rivalités entre les différentes tribus furent fréquentes. L'une d'elles, vers le milieu du XIXe siècle, vit s'affronter la tribu des Anainoapa de Hanavave et celle des Tiu d'Omoa. Ces derniers, vaincus, s'enfuirent de l'île sur des radeaux de bambous, et échouèrent aux Tuamotu, sur l'atoll de Napuka, où leurs descendants vivent toujours aujourd'hui. Le sorcier des Tiu, resté à Fatu Iva, dévoila le nom des lieux de la vallée aux vainqueurs (façon d'en reconnaître leur souveraineté), et se fit enterrer vivant, la tête en bas, symbolisant sa défaite et la fin de sa tribu.
Du point de vue des Occidentaux, le premier explorateur à découvrir Fatu Iva fut le navigateur espagnol Álvaro de Mendaña, le 21 juillet 1595. C'est la première île de l'archipel qu'il vit, mais il ne put y débarquer, ne trouvant pas de mouillage sûr. Il crut à tort avoir trouvé les îles Salomon, but de son voyage, avant de se rendre compte qu'il venait de découvrir une nouvelle terre. Il donna à l'archipel le nom de « Marquesas de Mendoza », nom du vice-roi du Pérou à l'époque, qui l'avait aidé à lancer son expédition, « voulant ainsi montrer sa gratitude pour l'aide qu'il lui avait donnée ».
En 1937 et 1938, l'anthropologue et aventurier norvégien Thor Heyerdahl et sa femme Liv vécurent un an et demi à Fatu Iva, d'abord à Omoa, puis à Ouia, une vallée aujourd'hui déserte de la côte est de l'île. Officiellement chargés par l'université d'Oslo d'effectuer des recherches sur la répartition et la diffusion des espèces animales entre les îles polynésiennes, ils avaient pour objectif plus personnel, pour ce voyage qui était aussi celui de leur noce, de « courir les mers du sud » et ne jamais revenir. Le couple débarqua à Omoa en 1937, mais trouva la civilisation encore trop présente à leur goût. Ils traversèrent alors l'île pour s'installer à Ouia, sur la côte est de l'île, une vallée anciennement habitée par les Marquisiens. Au bout d'un an et demi cependant, les moustiques, maladies et intempéries eurent raison de leur enthousiasme. Il raconta son expérience dans le livre Paa Jakt efter Paradiset (1938), réécrit en 1974 et publié sous le nom de Fatu Hiva, le retour à la nature.
Au début des années 1960, jusqu'en 1966, la plupart des hommes de l'île partirent travailler à Moruroa, dans l'archipel des Tuamotu, à la construction du Centre d'Expérimentation [nucléaire] du Pacifique.
Le 11 mars 2011, l'explorateur Suisse Raphaël Domjan chef d'expédition de l'aventure PlanetSolar, premier bateau à réaliser un tour du monde à l'énergie solaire fait escale à Fatu Hiva.

## Démographie
L'île est la moins peuplée de l'archipel. Elle comptait 633 habitants en 2017 se répartissant dans deux villages de la côte ouest ; son évolution est la suivante :
| 407                                                     | 497 | 631 | 562 | 587 | 611 | 633 |
| Sources ISPF et Gouvernement de la Polynésie française. |     |     |     |     |     |     |

Fatu Iva a connu un déclin démographique depuis la fin des années 1990, essentiellement par deux sortes d'émigrations. La première est une émigration « scolaire » : n'ayant pas de collège dans l'île, les jeunes sont obligés de partir très tôt, d'abord pour Hiva Oa, puis à Papeete pour aller au lycée. Beaucoup ne reviennent pas à Fatu Iva par la suite. La seconde est une émigration économique : les perspectives de développement de l'île sont limitées par son isolement. C'est la plus éloignée des autres lieux de peuplement de l'archipel, et elle ne possède pas de piste d'atterrissage, impossible à construire à cause du relief trop accidenté. Elle est ravitaillée uniquement par bateau. Néanmoins, depuis 2007, on constate une reprise démographique, avec une augmentation de 4 % en cinq ans.

## Administration

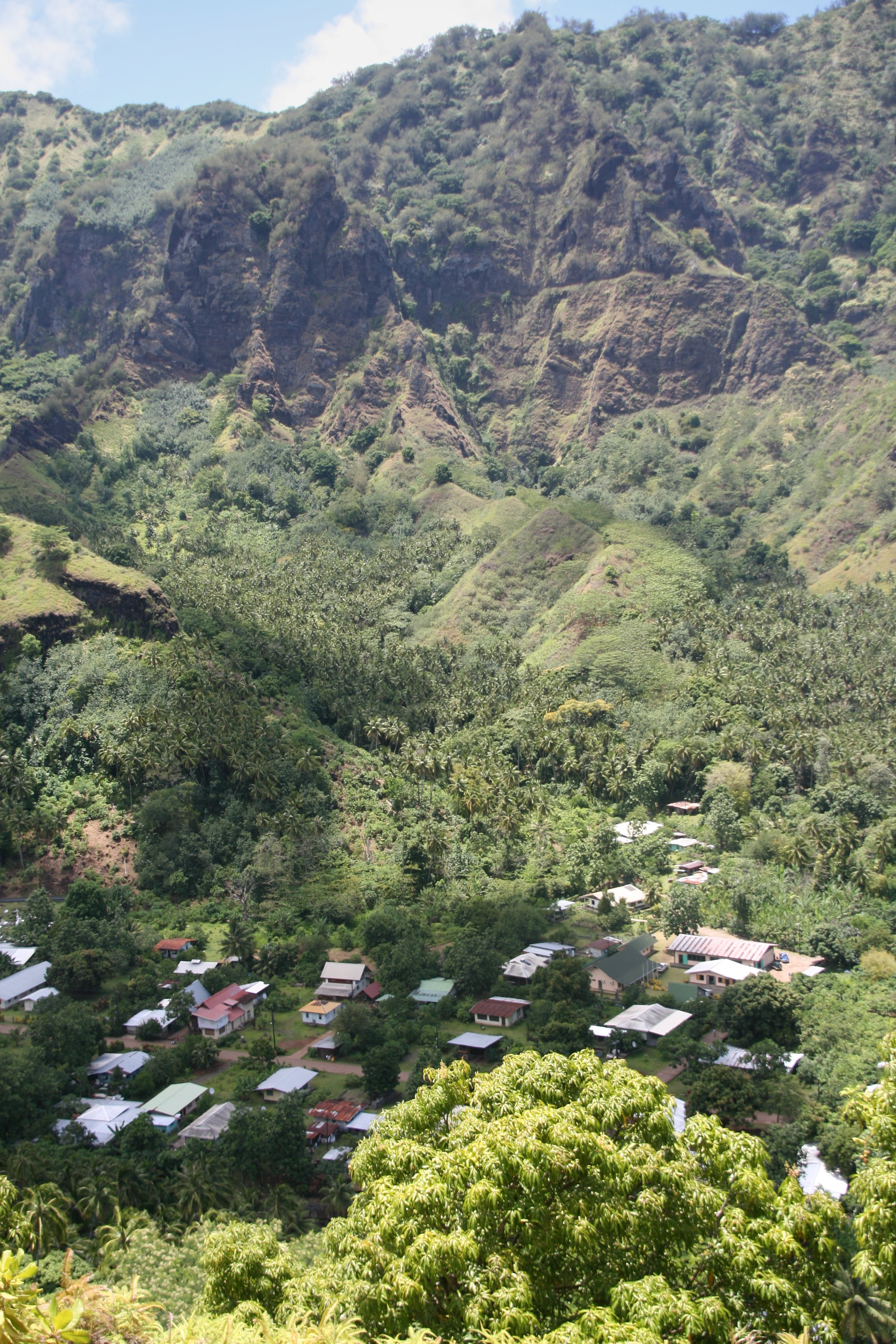
Le village d'Omoa

L'île est le chef-lieu de la commune de Fatu Hiva. Elle est située au sud-est de l'archipel et c'est le point d'accostage le plus logique pour les navigateurs qui traversent le Pacifique en suivant les alizés, en provenance des Galàpagos ou du Panama. Ce n'est cependant pas le point d'entrée officiel qui lui se trouve à Hiva Oa. La commune fait partie de la Subdivision des Marquises.
Au niveau des élections législatives françaises, elle appartient à la deuxième circonscription de la Polynésie française, dite Circonscription Est, composée des trois archipels de l'est de la Polynésie française (Marquises, Tuamotu et Gambier) et des communes du sud-est de Tahiti.

### Infrastructures
Une unique piste en terre, longue de dix-sept kilomètres, relie les deux villages. Très accidentée, surtout près de Hanavave, les pluies la ravinent fréquemment et la rendent dangereuse à la circulation. Les habitants préfèrent utiliser le bateau pour rallier l'autre village (un quart d'heure de navigation suffit).
On peut trouver dans l'île une mairie et une infirmerie, à Omoa, des pensions de famille, une cabine téléphonique publique, mais pas de banque.

## Économie

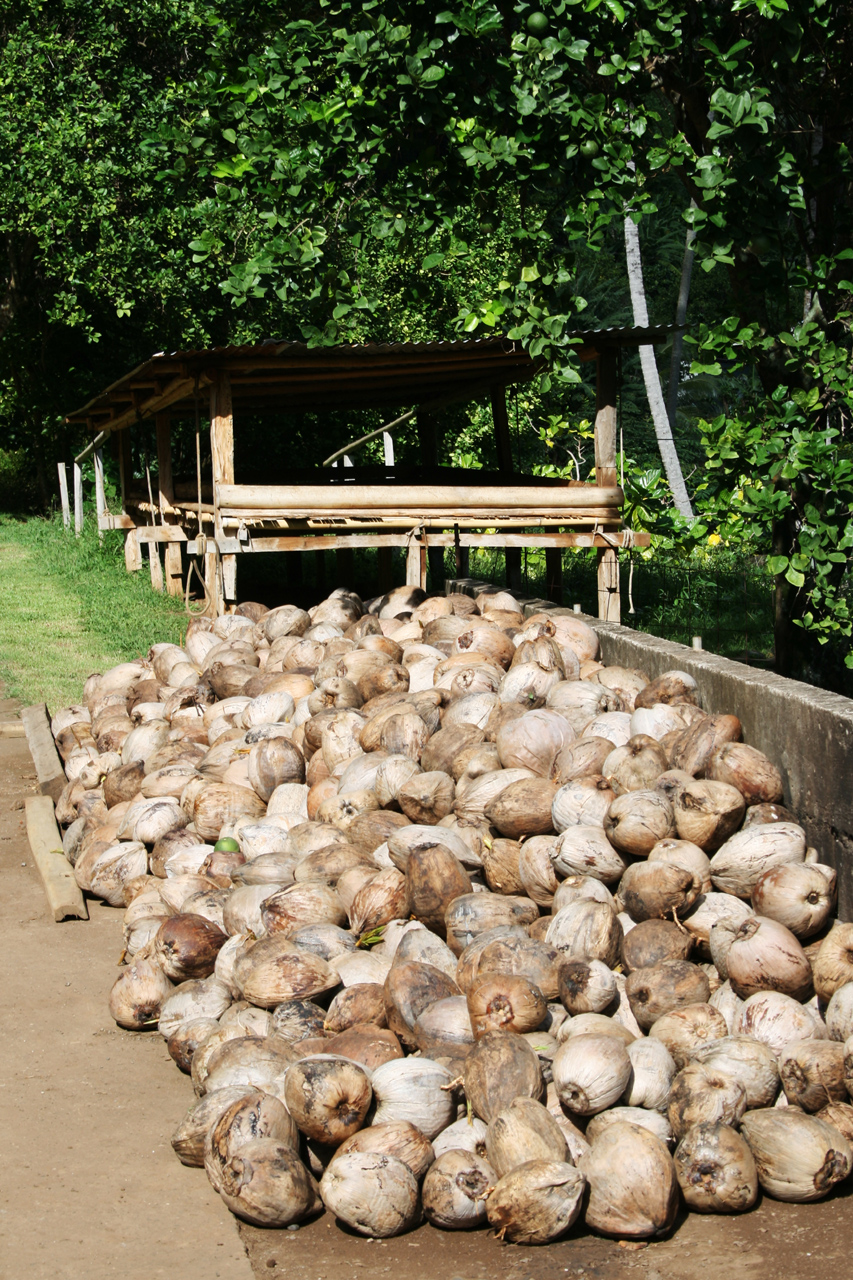
Séchoir à copra à Fatu Iva.

Le secteur primaire est toujours prépondérant, en particulier la pêche au thon, thazard, bonite, espadon et marlin principalement, ainsi qu'aux écrevisses. La commune possède un frigo de stockage, qui permet d'attendre la venue de cargos pour vendre la marchandise.
La culture du coprah est toujours très importante, ainsi que celle plus récente du noni. La culture du café a été quasiment abandonnée dans la seconde moitié du XXe siècle.
Pour leurs besoins personnels, les habitants pratiquent aussi la chasse, aux cochons et aux chèvres sauvages, et ramassent des coquillages et des fruits très abondants. Ils n'hésitent pas à offrir spontanément des fruits aux visiteurs.
Depuis les années 1960-1970, l'artisanat s'est considérablement développé, grâce en particulier au tourisme. La spécialité de l'île est le tapa.  

## Noms alternatifs
- Fatu Iva : nom véritable de l'île. Le H de Hiva n'est apparu que par contamination du nom des deux îles principales de l'archipel, Nuku Hiva et Hiva Oa. Dans la légende de la construction des îles Marquises, selon laquelle chaque île de l'archipel est une partie de la maison des dieux, Fatu Iva représente la toiture, formée de neuf (Iva) tresses (fatu) de feuilles de palmier. D'après d'autres sources, Fatu Iva pourrait se traduire plutôt par « la neuvième île », ce qui n'est pas incompatible avec la géographie de l'archipel [7].
- Santa Magdalena en 1595, par Alvaro de Mendaña, d'après Sainte Madeleine, dont la fête tombe le 21 juillet dans le calendrier catholique.
- Hatauheva en 1817, par Camille de Roquefeuil lors de son tour du monde sur « le Bordelais ».
- Fatou-Hiva en  1838 par Jules Dumont d'Urville.

## Dans la fiction
Une grande partie de l'action du roman La Théorie Gaïa (2008), de Maxime Chattam, s'y déroule.